# Mesocacia elongata
Mesocacia elongata là một loài bọ cánh cứng trong họ Cerambycidae.